# 容县高级中学
容县高级中学，是广西壮族自治区容县的一所高级中学，简称“容高”。它是广西壮族自治区示范性普通高中，也是容县高中教育水平最高的学校。

## 概述
容县高中的前身是容县中学堂，始建于1907年，尔后曾改名为容县县立中学，1940年经广西省政府批准，改名为广西省立容州中学。一九四六年春，私立的容县都峤中学高中部划入容州中学，学校更名为广西省立容州高级中学。一九五一年，容县联合中学并入容州高级中学，更名为广西省立容县中学。一九五八年春，容县中学高中部划出独立办学，成立了容县高级中学，迁至现址。一九五九年至一九六一年，容县高中被定为自治区重点高中，面向容县、北流、平南、桂平等四个县招生。一九七0年十月容县高中被下放给城厢公社（今容厢镇）办学，更名为容县城厢高中。一九七一年，为了筹建自治区定点中等师范学校，容县决定从城厢高中划拔部分校产创办容县师范学校。一九七八年八月，城厢高中迁至新址办学，原址复办容县高级中学。二000年秋季期起，容县师范学校停止招收全日制三年制的中师生。二00二年八月，为了发展高中阶段的教育，进行教育资源的重组和优化配置，把容县师范与容县高中合并进行办学，组建新的容县高级中学。